# IIHF Development Cup 2017
Der IIHF Development Cup 2017 war die erste Austragung des Wettbewerbs und fand zwischen dem 29. September und 1. Oktober 2017 im andorranischen Canillo statt. Gespielt wurde im 1.500 Zuschauer fassenden Palau de Gel d’Andorra. Bei diesem Turnier trat der Gastgeber Andorra erstmals zu Spielen an. Für Portugal ging es erstmals gegen andere Nationalmannschaften, Irland war als einziger Teilnehmer bereits bei Weltmeisterschaften vertreten gewesen. Der einzige afrikanische Vertreter Marokko trat zuvor nur beim Arab Cup of Ice Hockey an. 
Die vier Teilnehmer spielten in der Vorrunde im Modus Jeder-gegen-jeden. Danach trafen die Mannschaften auf den ersten beiden Plätzen im Finale und die Teams auf den beiden letzten Plätzen im Spiel um den dritten Platz aufeinander. Im Gegensatz zur normalen Spielzeit von Dritteln à 20 Minuten dauerten die Spielabschnitte jeweils 15 Minuten. Marokko sicherte sich durch vier Siege souverän den Titel vor Irland und Portugal.

## Turnierverlauf

### Vorrunde
| 29. September 2017 19:30 Uhr (Ortszeit) | Andorra | 2:3 n. P. (0:0, 2:1, 0:1, 0:1) | Portugal | Palau de Gel d’Andorra, Canillo |

| 29. September 2017 22:00 Uhr | Irland | 2:10 (1:2, 0:3, 1:5) | Marokko | Palau de Gel d’Andorra, Canillo |

| 30. September 2017 8:00 Uhr | Portugal | 4:9 (1:2, 2:3, 1:4) | Irland | Palau de Gel d’Andorra, Canillo |

| 30. September 2017 10:30 Uhr | Andorra | 3:9 (1:4, 0:3, 2:2) | Marokko | Palau de Gel d’Andorra, Canillo |

| 30. September 2017 16:00 Uhr | Irland | 5:3 (2:0, 1:1, 2:2) | Andorra | Palau de Gel d’Andorra, Canillo |

| 30. September 2017 18:30 Uhr | Marokko | 11:2 (2:0, 2:0, 7:2) | Portugal | Palau de Gel d’Andorra, Canillo |

| Pl. |          | Sp | S | OTS | OTN | N | Tore  | Punkte |
| --- | -------- | -- | - | --- | --- | - | ----- | ------ |
| 1.  | Marokko  | 3  | 3 | 0   | 0   | 0 | 30:07 | 9      |
| 2.  | Irland   | 3  | 2 | 0   | 0   | 1 | 16:17 | 6      |
| 3.  | Portugal | 3  | 0 | 1   | 0   | 2 | 09:22 | 2      |
| 4.  | Andorra  | 3  | 0 | 0   | 1   | 2 | 08:15 | 1      |

Abkürzungen: Pl. = Platz, Sp = Spiele, S = Siege, OTS = Siege nach Verlängerung (Overtime) oder Penaltyschießen, OTN = Niederlagen nach Verlängerung oder Penaltyschießen, N = Niederlagen, n. P. = Ergebnis nach Penaltyschießen

### Finalrunde
Spiel um Platz 3
| 1. Oktober 2017 8:00 Uhr | Portugal | 5:3 (2:2, 1:0, 2:1) | Andorra | Palau de Gel d’Andorra, Canillo |

Finale
| 1. Oktober 2017 11:30 Uhr | Marokko | 11:4 (5:1, 4:2, 2:1) | Irland | Palau de Gel d’Andorra, Canillo |